# Mont Paterson
Pour les articles homonymes, voir Paterson.
Le mont Paterson est une montagne de Géorgie du Sud. Son sommet qui culmine à 2 195 mètres d'altitude fait partie de la chaîne Salvesen située dans la partie la plus orientale de l’île. 